# Joe Dever
Joseph Robert Dever (známý jako Joe Dever) (12. února 1956 – 29. listopadu 2016) byl anglický spisovatel fantasy a herní designér. Známá je zejména jeho série gamebooků Lone Wolf zasazená do fiktivního světa Magnamund.

## Literární tvorba
V 70. letech 20. století vytvořil fiktivní svět Magnamund jako prostředí pro své hry v Dungeons & Dragons. V roce 1984 vydal první knihu série gamebooků Lone Wolf, která je určena pro mládež a která se odehrává v tomto světě. Série byla úspěšná, prodalo se více než 12 mil. výtisků těchto knih. Kromě rodné Británie série úspěšně vycházela v jiných evropských zemích a jazycích, zejména ve Francii, Itálii, Německu, Švédsku, Polsku, ale také v České republice.
Koncem 90. let 20. století však začal zájem o gamebooky opadat, po vydání 28. dílů série v roce 1998 jeho nakladatel odmítl sérii, která měla mít 32 dílů, dále vydávat. Dever měl pak potíže najít nového nakladatele, 29. díl nakonec vyšel až v roce 2015 v italštině, jeho anglický nakladatel však ztratil o vydání knihy v angličtině zájem. Dever se rozhodl knihy v angličtině vydávat vlastním nákladem ve vlastním nakladatelství Holmgard Press, kde 29. díl v roce 2016 vyšel.
V srpnu 2016 Dever podstoupil operaci žlučovodu, která však nebyla zcela úspěšná. V říjnu byl proto hospitalizován a v listopadu zemřel.
Tou dobou Dever pracoval na závěrečných dílech série, která tak zůstala nedokončená. Jeho rodina oznámila, že chce, aby série byla dokončena. Rozpracovanou práci převzal jeho syn Ben Dever a italský spisovatel Vincent Lazzari. 30. díl vyšel v roce 2018, 31. díl o dva roky později. Poslední 32. díl byl rozdělen na dva svazky, které by měly vyjít v roce 2025.
Dever se tak podílel na psaní negamebookových knih ze světa Magnamund. Napsal také čtyřdílnou sérii gamebooků Freeway Warrior z postapokalyptického prostředí. 

## Videohry
Od roku 1996 se Dever, kdy zájem o jeho literární tvorbu začal upadat, pracoval také jako herní designér. V letech 1996 až 2014 se podílel na vývoji asi 20 videoher, některé z prostředí světa Magnamund.